# Campeonato Mundial de Patinação Artística no Gelo de 1936
O Campeonato Mundial de Patinação Artística no Gelo de 1936 foi a trigésima quarta edição do Campeonato Mundial de Patinação Artística no Gelo, um evento anual de patinação artística no gelo organizado pela União Internacional de Patinação (em inglês:  International Skating Union) onde os patinadores artísticos competem pelo título de campeão mundial. Nesta edição competição individual feminina foi disputada entre os dias 21 de fevereiro e 22 de fevereiro, e as competições individual masculina e de duplas foram disputadas entre os dias 28 de fevereiro e 29 de fevereiro, na cidade de Paris, França.

## Eventos
- Individual masculino
- Individual feminino
- Duplas

## Medalhistas
| Evento                        | Ouro                                 | Prata                                | Bronze                                    |
| Individual masculino detalhes | Karl Schäfer · Áustria               | Graham Sharp · Reino Unido           | Felix Kaspar · Áustria                    |
| Individual feminino detalhes  | Sonja Henie · Noruega                | Megan Taylor · Reino Unido           | Vivi-Anne Hultén · Suécia                 |
| Duplas detalhes               | Maxi Herber · Ernst Baier · Alemanha | Ilse Pausin · Erich Pausin · Áustria | Violet Cliff · Leslie Cliff · Reino Unido |

## Resultados

### Individual masculino
| Pos.              | Nome               | Nacionalidade  | Pontos |
| ----------------- | ------------------ | -------------- | ------ |
| Medalha de ouro   | Karl Schäfer       | Áustria        | 6      |
| Medalha de prata  | Graham Sharp       | Reino Unido    | 10     |
| Medalha de bronze | Felix Kaspar       | Áustria        | 17     |
| 4                 | Jack Dunn          | Reino Unido    | 18     |
| 5                 | Montgomery Wilson  | Canadá         | 26     |
| 6                 | Dénes Pataky       | Hungria        | 29     |
| 7                 | Leopold Linhart    | Áustria        | 42     |
| 8                 | Robin Lee          | Estados Unidos | 42     |
| 9                 | Herbert Alward     | Áustria        | 43     |
| 10                | Freddy Mésot       | Bélgica        | 45     |
| 11                | Erle Reiter        | Estados Unidos | 58     |
| 12                | Jean Henrion       | França         | 63     |
| 13                | Toshikazu Katayama | Japão          | 62     |
| 14                | Lucian Büeler      | Suíça          | 69     |
| 15                | Kazuyoshi Oimatsu  | Japão          | 77     |
| 16                | Zenjiro Watanabe   | Japão          | 78     |
| 17                | Tsugio Hasegawa    | Japão          | 80     |

### Individual feminino
| Pos.              | Nome                   | Nacionalidade  | Pontos |
| ----------------- | ---------------------- | -------------- | ------ |
| Medalha de ouro   | Sonja Henie            | Noruega        | 7      |
| Medalha de prata  | Megan Taylor           | Reino Unido    | 15     |
| Medalha de bronze | Vivi-Anne Hultén       | Suécia         | 21     |
| 4                 | Emmy Putzinger         | Áustria        | 31     |
| 5                 | Gweneth Butler         | Reino Unido    | 37     |
| 6                 | Viktoria Lindpaitner   | Alemanha       | 37     |
| 7                 | Mollie Phillips        | Reino Unido    | 53     |
| 8                 | Mia Macklin            | Reino Unido    | 55     |
| 9                 | Pamela Prior           | Reino Unido    | 69     |
| 10                | Etsuko Inada           | Japão          | 73     |
| 11                | Yvonne de Ligne-Geurts | Bélgica        | 81     |
| 12                | Glady Jagger           | Reino Unido    | 85     |
| 13                | Audrey Peppe           | Estados Unidos | 92     |
| 14                | Gaby Clericetti        | França         | 95     |
| 15                | Jacqueline Vaudecrane  | França         | 102    |
| 16                | Pamela Stephany        | Reino Unido    | 102    |
| 17                | Jeanine Garanger       | França         | 115    |

### Duplas
| Pos.              | Nome                            | Nacionalidade  | Pontos |
| ----------------- | ------------------------------- | -------------- | ------ |
| Medalha de ouro   | Maxi Herber / Ernst Baier       | Alemanha       | 5      |
| Medalha de prata  | Ilse Pausin / Erich Pausin      | Áustria        | 11     |
| Medalha de bronze | Violet Cliff / Leslie Cliff     | Reino Unido    | 19     |
| 4                 | Louise Bertram / Stewart Reburn | Canadá         | 20     |
| 5                 | Maribel Vinson / George Hill    | Estados Unidos | 22     |
| 6                 | Grace Madden / James Madden     | Estados Unidos | 29     |

## Quadro de medalhas
| Ordem | País        | Medalha de ouro | Medalha de prata | Medalha de bronze |   | Ordem por total |
| ----- | ----------- | --------------- | ---------------- | ----------------- | - | --------------- |
| 1     | Áustria     | 1               | 1                | 1                 | 3 | 1               |
| 2     | Alemanha    | 1               |                  |                   | 1 | 3               |
| 2     | Noruega     | 1               |                  |                   | 1 | 3               |
| 4     | Reino Unido |                 | 2                | 1                 | 3 | 1               |
| 5     | Suécia      |                 |                  | 1                 | 1 | 3               |
| TOTAL | TOTAL       | 3               | 3                | 3                 | 9 | —               |